# 北川綾巴
北川綾巴（1998年10月9日—），日本女性偶像藝人, 為女子團體SKE48及AKB48前成員。北川出身於愛知縣，暱稱為（Uha），隸屬於經紀公司AKS旗下。

## 經歷
2013年
- 1月1日，於SKE48第6期生甄選合格。
- 2月28日，作為研究生「會いたかった」公演上初次披露。
- 4月20日，在研究生公演上劇場公演出道。
- 11月20日，於SKE48第13單曲贊成卡哇伊！首次擔任選拔成員。

2014年
- 2月25日，於Zepp DiverCity Tokyo（日语：Zepp）舉辦的「AKB48集團大組閣祭」，升格為Team S的成員。

2015年
- 3月26日，於埼玉超級競技場舉辦的「AKB48春季單獨演唱會～次期總現正修行中！～」演唱會上宣布新的組閣人事異動，獲宣佈兼任Team 4。
- 6月6日，於「AKB48第41張單曲選拔總選舉」中獲得14,674票，得到第66名，首次進入圈內並成為Upcoming Girls的一員。

2017年
- 2月26日，於矢方美紀的畢業公演上被宣佈将接任Team S隊長。
- 3月1日，正式就任Team S隊長。

2018年
- 5月18日，于当日的Team 4公演正式解除在AKB48的兼任。

2019年
- 7月2日，宣布将自SKE48毕业。
- 9月30日，结束于SKE48的活动。

## 人物

### 個人相關
- 自我介紹(Catch phrase)是「你需要的材料是?（綾巴—!）想被你需要。稍微有些傲嬌, 北川綾巴」（日语：あなたに必要な材料は?（りょうはー!）あなたに必要とされたいな。ちょっぴりツンデレ、北川綾巴です）。
- 家族成員為5人[1]。

### SKE48相關
- 和同樣是SKE48的荻野利沙是同鄕，也是和荻野同一間中學的學妹。
- 北川推的成員正是荻野利沙。
- 因為憧憬宮澤佐江才加入SKE48[1]。
- 在6期生裏關係良好的分別是折戸愛彩和青木詩織[2]。
- 其他關係良好的成員分別是NMB48的澀谷凪咲和HKT48的井上由莉耶[3]。
- 尊敬的前輩是木下有希子[4]。

## 參與曲目

### SKE48單曲CD
|      | 發行日期       | 單曲名稱     | 參與歌曲名稱         | 名義             | 備註                         |
| ---- | -------------- | ------------ | -------------------- | ---------------- | ---------------------------- |
| 12th | 2013年7月11日  | 美丽的闪电   | 骤雨之前             | 研究生           | 初次担任Center               |
| 13th | 2013年11月10日 | 贊成卡哇伊！ | 贊成卡哇伊！         |                  | A面曲 首度进入SKE48选拔组    |
| 13th | 2013年11月10日 | 贊成卡哇伊！ | 道路為什麼繼續下去？ | 愛知豐田選拔     | 與愛知豐田汽車合作的廣告歌曲 |
| 14th | 2014年3月19日  | 未來是什麼？ | 未來是什麼？         |                  | A面曲                        |
| 14th | 2014年3月19日  | 未來是什麼？ | GALAXY of DREAMS     | GALAXY of DREAMS |                              |
| 15th | 2014年7月30日  | 笨拙的太阳   | 笨拙的太阳           |                  | A面曲                        |
| 15th | 2014年7月30日  | 笨拙的太阳   | 放学后竞赛           | Team S           |                              |
| 15th | 2014年7月30日  | 笨拙的太阳   | 保持朋友关系         | 精选10           |                              |
| 16th | 2014年12月10日 | 12月的袋鼠   | 12月的袋鼠           |                  | A面曲 Center                 |
| 16th | 2014年12月10日 | 12月的袋鼠   | 永不消失的火焰       | Team S           |                              |
| 16th | 2014年12月10日 | 12月的袋鼠   | I love AICHI         | 愛知豐田選拔     | 與愛知豐田汽車合作的廣告歌曲 |

### AKB48單曲CD
|      | 發行日期       | 單曲名稱           | 參與歌曲名稱         | 名義          | 備註                      |
| ---- | -------------- | ------------------ | -------------------- | ------------- | ------------------------- |
| 32st | 2013年8月21日  | 戀愛幸運餅         | 晴空咖啡             |               |                           |
| 33rd | 2013年10月30日 | 真心電流           | 只给你的Chu!Chu!Chu! | 小瓢虫Chu!    |                           |
| 34th | 2013年12月11日 | 倘若在梧桐樹什麼的 | Escape               | SKE48         |                           |
| 34th | 2013年12月11日 | 倘若在梧桐樹什麼的 | 選擇了的彩虹         | 小瓢蟲Chu!    |                           |
| 35th | 2014年2月26日  | 勇往直前           | 比起昨天更喜歡你     | Smiling Lions |                           |
| 36th | 2014年5月20日  | 拉布拉多尋回犬     | 拉布拉多尋回犬       |               | A面曲 首度进入AKB48选拔组 |

### AKB48專輯CD
|     | 發行日期      | 專輯名稱 | 參與歌曲名稱 | 名義       | 備註 |
| --- | ------------- | -------- | ------------ | ---------- | ---- |
| 5th | 2014年1月22日 | 未来轨迹 | 微笑捉迷藏   | 小瓢虫Chu! |      |

### 劇場公演公演曲
| 公演名稱                               | 參與歌曲名稱   | 備註 |
| -------------------------------------- | -------------- | ---- |
| 研究生時期                             |                |      |
| SKE48 研究生公演「想見你」             |                |      |
| SKE48 研究生公演「制服之芽」           | 《狼與自尊》   |      |
| Team S時期                             |                |      |
| SKE48 Team S 5th Stage「制服之芽」公演 | 《不只是回憶》 |      |

## 演出

### 電視劇
- 《女子高警察（日语：女子高警察）》（富士電視台，2013年10月27日－2014年3月17日）：「小瓢蟲Chu!」主演電視連續劇。

### 綜藝節目
- 《SKE48的炸蝦週五夜》（日本電視台，2013年10月5日－2013年12月21日)
- 《小瓢蟲Chu!的讓全世界都迷上宣言！》（日本電視台，2014年4月15日－2014年7月8日）：小瓢蟲Chu!的第一個冠名綜藝節目。
- 《SKE48 炸蝦商!》（日本電視台，2014年7月15日－)

## 外部連結
- 北川綾巴 （页面存档备份，存于） - 755
- 北川綾巴的Instagram帳戶
- 北川綾巴的X（前Twitter）（2016年12月28日 - 2019年9月30日）
- り ょ う は的Instagram帳戶
- 綾巴的X（前Twitter）（2019年10月2日 -）
- YouTube上的RYOHA CHANNEL頻道
- 北川綾巴オフィシャルブログ